# Kendo
Kendo (剣道) betyder på japansk "sværdets vej". Det er en af de tidligste budo-discipliner (kampveje) i Japan, der udsprang i samuraiernes tidsepoke. Begrebet Kendo (剣道) optrådte første gang i Tokugawa perioden (1603-1868), hvor skoler (ryū) benyttede betegnelsen for at markere et holdningsskift i forbindelse med at træne sværdkunst.
Da de samme japanske tegn kanji for Kendo (剣道) bliver brugt om både den klassiske og moderne form for Kendo, opstår der begrebs- og definitionsproblemer.
I dag praktiseres begge former for Kendo, både den klassiske form der er baseret på kobudo, hvorimod den moderne form baseres på shin-budo.
Artiklen indeholder en sammenligning mellem den klassiske og den moderne form for Kendo, hvor japanske sværdkunsttraditioner bliver holdt op imod modernitet inden for Kendokulturen.

## Kanji for Kendo
Kanji for Kendo kan forklares på følgende måde. Tegnet Ken (剣) betyder sværd og tegnet do (道) betyder vej. Når de to karakter er placeret sammen, fremkommer begrebet Kendo, der betyder sværdets vej.

## Etymologi og udvikling
Begrebet 'Kendo' kan spores tilbage til år 1673, hvor denne form for Kendo (den klassiske form) var baseret på det ældste budo-system, kobudo. Omkring første halvdel af 1700-tallet opstod der et "nyt system" inden for Kenjutsu, der beskæftigede sig med sportskonkurrencer. Dette system udviklede sig til stilarten 'Gekken' og systemet blev efter år 1868 udviklet til det moderne budo-system, shin-budo, som den moderne form for Kendo er baseret på. I Tokugawa-perioden var begreberne dog mere flydende i forhold til, hvorledes begreberne defineres i dag.
Figur 1 illustrerer oprindelsen og tidsforløbet over hovedretningerne inden for Kendo/Kenjutsu samt de respektive systemer, som Kendo/Kenjutsu kan være baseret på.

### Den klassiske form for Kendo
Abe Gorodaiyu var den første kendte japanske fægtemestrer, som anvendte begrebet Kendō for at karakterisere sin fægteundervisning. Abe Gorodaiyu beskrev sin Kendo i år 1673 med de japanske tegn, kanji, med følgende ideogrammer: 剣道. I samme periode anvendte Yamanouchi Renshinsai ligeledes betegnelsen 'Kendo' til at beskrive sin fægteundervisning. Forud for det var sværdkunst generelt betegnet som Kenjutsu (figur 1).
Det filosofiske koncept for Kendo ændrede holdningen til sværdkunsten og tog således den dominerende kamprolle ud af dens kontekst ved at ændre kampkunsten til en mere spiritual disciplin. Denne form for sværdkunst var baseret på den tidligste budo-form, der betegnes som 'klassisk budo' også kaldet 'kobudo'.

### Den moderne form for Kendo
I Japans moderne tidsperiode (efter år 1868) blev den japanske organisation Dai Nippon Butoku Kai stiftet og navndøbte sportsformen af sværdkunst, kaldet "Gekken", til navnet "Kendo" i 1912 (figur 1).
Gekken var baseret på den moderne budo-form, shin-budo, der blev etableret under Meiji-restaurationen (1867-1869). Shin-budo er den budo-form, som den moderne form for Kendo er baseret på.

## Historie

### Japans feudale tidsperiode (før 1868)
Den japanske krigers sværdkampkunst kan dateres til 400 e. Kr., hvor bokken blev anvendt som våben. Midt i Heian-perioden (794-1185) blev sværdet anvendt som våben og sværdkampdisciplinen (Kenjutsu) blev senere en af de vigtigste kampdiscipliner sammen med ridning, kyujutsu og anvendelse af spyddet.
Bokken og sværdet blev suppleret med et bambussværd i 1563, kaldet fukuro-shinai. Det blev anvendt til træning for at forebygge skader. I begyndelsen af 1700-tallet blev kote (beskytter til hånd og underarm) udviklet af Nakanishi Chuta. Han blev også krediteret for udvikling af fukuro-shinai til den type shinai, som der kendes i dag. Derefter fulgte udviklingen af den øvrige rustning, men (hjelm), do (brystplade) og tare (hofte/skridt beskytter).
I Tokugawa-perioden (1603-1868) blev Kendo praktiseret med katana og bokken (også kaldet 'bokuto') i form af kata. Desuden indgik shinai (bambussværd) og rustning i træningen, hvor den første træningsmetode i perioden med shinai og rustning blev kaldt for shinai-geiko.
Under Meiji-restaurationen (1867-69) blev den japanske kejser Meiji indsat som nationens leder og det feudale samfund så sine sidste dage med den afsatte shogun. Moderniseringen af det japanske samfund var begyndt under stærk indflydelse fra Vesten.
Modernisering af samfundet fik radikalt indflydelse på Kendo. Inden for Kendo var der i årene lige op til Meiji-restaurationen tendens til ændring af de klassiske traditioner, da mange fægteundervisere ønskede sportskonkurrencer. Den klassiske form for Kendo, der var baseret på kobudo, fik nu selskab med den nye retning inden for budo i Meiji-restaurationen (1868), nemlig det moderne budo-system, kaldet shin-budo. Dette budosystem er kendetegnende for den moderne form for Kendo i dag. Til trods for den moderne udvikling fandtes der traditionelle japanske skoler, der ikke ønskede denne ændring, hvilket har resulteret i, at man i dag stadigvæk kan finde traditioner fra tiden før Japans moderne tidsperiode (1868).

### Japans moderne tidsperiode (efter 1868)
I løbet af Meiji-perioden (1868-1912) åbnede Japan dørene for den overvældende tilstrømning af vestlige kulturelle påvirkninger. Tendens var, at det japanske folk syntes at have mistet tidsfornemmelsen og interessen for at hellige sig den traditionelle japanske kultur, herunder kampkunsten fra tiden før 1868. Set ud fra samuraiens synspunkt blev denne ulykkelige situation forværres af afskaffelsen af samurai-klassen og offentliggørelse af en lov, der forbød at bære sværd.
Den moderne form for Kendo blev formelt etableret under Japans moderne tid (efter år 1868) på baggrund af budo-formen, shin-budo. I Meiji perioden blev datidens moderne form for Kendo kaldt for gekken, der var en konkurrencesport. Den japanske organisation Dai Nippon Butoku Kai blev dannet i 1895, hvorved gekken blev organiserede og standardiserede. Efterfølgende konstruerede Dai Nippon Butoku Kai den nye moderne Kendo kata i år 1912 under navnet 'Dai Nippon Teikoku Kendo Kata'. Denne kata blev senere modificeret flere gange og omdøbt til 'Nihon Kendo Kata' i 1933.
Den 7. december 1941 angreb Japan den amerikanske flådestation, Pearl Harbor og erklærede USA krig (2. Verdenskrig). Efter Soviet-invasionen af Manchuriet og USA's atombombeangreb på Hiroshima og Nagasaki kapitulerede Japan den 15. august 1945.
Efter 2. verdenskrig blev Dai Nippon Butoku Kai og dens tilhørsforhold forbudt 1945-1950 af De Allierede. I 1950, da Dai Nippon Butoku Kai blev genetableret, blev træningen inden for de japanske kampdiscipliner genoptaget.
I 1952 blev International Martial Arts Federation (IMAF) stiftet i Tokyo i Japan. IMAF er en japansk organisation, der fremmer international budo, og består af syv divisioner, der repræsenterer forskellige japanske kampdiscipliner, inklusive Kendo.
Endvidere blev det nationale kendoforbund i Japan, All Japan Kendo Federation (AJKF eller ZNKR) stiftet i 1952. AJKF blev stiftet med princippet om, at Kendo ikke er en kampkunst, men en uddannelsessport.
Den moderne form for Kendo blev demonstreret som sport ved de Olympiske Lege i 1964, men er endnu ikke optaget som disciplin ved det olympiske program.

## Våben, rustning og uniform

### Våben
Den japanske krigers sværdkampkunst kan dateres til 400 e. Kr., hvor bokken blev anvendt som våben. Midt i Heian perioden (794-1185) blev sværdet anvendt som våben og sværdkampdisciplinen (Kenjutsu) blev senere en af de vigtigste kampdiscipliner sammen med ridning, kyujutsu og anvendelse af spyddet.
Bokken og sværdet blev suppleret med et bambussværd i 1563, kaldet fukuro-shinai. Dette bambussværd blev anvendt til træningsbrug for at forebygge skader. I begyndelsen af 1700-tallet blev kote (beskytter til hånd og underarm) udviklet af Nakanishi Chuta. Chuta bliver ligeledes krediteret for udvikling af fukuro-shinai til den type shinai, der kendes i dag. Derefter fulgte udviklingen af den øvrige rustning, men (hjelm), do (brystplade) og tare (hofte/skridt beskytter).
I Tokugaw-perioden (1603-1868) blev Kendo praktiseret med katana og bokken (også kaldet 'bokuto') i form af kata. Desuden indgik shinai (bambussværd) og rustning i træningen.
- Katana (samuraisværd)
- Bokken (massivt træ)
- Shinai (bambussværd)

### Rustning
Kendo rustningen, (japansk: bōgu) består af men (hjelm), dō (brystplade), tare (hofte-/skridtbeskytter) og kote (hånd/underarmsbeskytter).
Bōgu blev udviklet efter at shinai (bambussværd) blev introduceret, hvorved der blev mulighed for at træne fægteteknikker med kontakt, uden at udøverne blev skadet under træningen.
Figur A illustrerer våben, rustning og uniform fra sidste del af tokugawaperioden. De ældste former for rustning i Tokugawa-perioden er ikke illustreret i denne artikel. Nedenfor ses det moderne rustning, der tilnærmelsesvis ligner rustningen fra Tokugawa-perioden.
- Men
- Dō
- Tare
- Kote. Hånd/underarmsbeskytter der fremstillet af dyreskind.

### Uniform
Uniformen består af en 'overdel' og 'underdel'. Overdelen kaldes keigogi, mens 'underdelen' kaldes hakama.
I Tokugawa-perioden blev uniformeringen bestemt af de respektive Kendogrupper på baggrund af lokal tradition. Uniformen var typisk af bomuld, mens farvevalget af uniformen kunne være stærk afvigende blandt Kendogrupperne. I den moderne form for Kendo er uniformen typisk indigo, mens andre farver bliver anvendt i stadig mindre omfang, se figur B.

## Kata
Kata repræsenterer en træningsmetode, hvormed udøverne studerer kombinationsteknikker og modangreb efter et formaliseret bevægelsesmønster.

### Den klassiske form for Kendo
I den klassiske form for Kendo trænes kata fra de respektive fægteskoler (ryu eller ryuha) fra tiden før Japans moderne tidsperiode (1868). Disse kata kan involvere to eller flere udøvere.
Samurai-klanerne havde deres respektive kata-traditioner. Variationen medførte, at der eksisterede en mangfoldighed af teknikker og bevægelsesmønstre over alt i Japan. Disse kata var til dels skabt på baggrund af erfaringer fra slagmarken, men kunne være blandet i mindre grad med analytisk forklaring.
Kata fra de klassiske skoler blev normalt overleveret intakt fra stifteren af skolen fra generation til generation, - der kunne dog forekomme justeringer undervejs.
De klassiske Kendo/Kenjutsu kata blev udført med bokken (træsværd) eller katana ("samuraisværd").

### Den moderne form for Kendo
I den moderne form for Kendo trænes kata, der er udviklet under Japans moderne tidsperiode (fra år 1912), hvor samuraierne ikke længere eksisterede. Disse moderne kata involverer kun to udøvere.
Den moderne Kendo kata blev udviklet af den japanske organisation Dai Nippon Butoku Kai, som inviterede 15 sværdmænd til at danne en komité, som skulle designe en standardiseret national kata. Dette resulterede i en kata, hvor der blev involveret elementer fra 10 forskellige klassiske sværdskoler. Dette blev sammensat til et samlet kata-system, kaldet ‘Dai Nippon Teikoku Kendō Kata’. Der er således ikke tale om en decideret videreførelse af kata-traditioner fra de pågældende klassiske skoler men derimod, at komiteen involverede elementer fra disse klassiske skoler til at udvikle deres eget nye kata-system. Denne nye moderne Kendo kata blev på dette grundlag udviklet i år 1912.
Ændringer af den moderne Kendo kata fortsatte, hvor yderligere moderne revisioner foregik i årene 1912, 1917 og 1933. I forbindelse med revisionen i 1933 blev den standardiserede kata omdøbt til 'Nihon Kendo Kata'.
Den moderne Kendo kata kan udføres med bokken (træsværd) eller katana ("samuraisværd").

## Uddannelsesniveau og grader

### Den klassiske form for Kendo
I den feudale samurais tid eksisterede for eksempel menkyo-systemet. Menkyo er et licenssystem med henblik på instruktørvirksomhed, der blev tildelt elever, som havde opnået forståelse i forhold til et givent niveau. Uddannelsen er begrundet i traditionen inden for den pågældende ryu (traditionel skole). Det moderne kyu-dan system eksisterede ikke i denne tidsperiode, dette system blev først opfundet i Japans moderne tidsperiode.

### Den moderne form for Kendo
Inden for den moderne form for Kendo anvendes kyu-dan-systemet, et gradueringssystem der blev adopteret fra den japanske sportsgren, judo. Kyu-dan-systemet blev opfundet i år 1883 af grundlæggeren for judo, Jigoro Kano (1860 – 1938).

## Duel kontra sport

### Den klassiske form for Kendo
Der er flere historiske grunde til, at konkurrenceforhold ikke eksisterer inden for den klassiske form for Kendo. I det følgende nævnes et par af årsagerne.
Den klassiske samurai som levede før Tokugawa perioden (før 1603) havde ikke konkurrencer inden for fægtning. Derimod eksisterede dueller på liv og død ved brug af katana eller bokken.
I Tokugawa-perioden var den klassiske form for Kendo baseret på budo-systemet, kobudo, hvor træningen i sværdkunst primært foregik ved hjælp af kata (formaliserede øvelse), hvor der ligeledes blev anvendt katana eller bokken. Fri træning med disse reale våbentyper var farlige og kunne medføre døden.
Konkurrencer inden for japansk fægtning i midten af Tokugawa-perioden blev genstand for megen kritik, idet fordømmelsen gik på, at metoden var ubrugelig i en rigtig konflikt. Kamp med sværdet på slagmarken var et spørgsmål om 'sejr er overlevelse, nederlag er død'. Endvidere kunne konkurrencer resultere i, at samuraien let blev provokeret på spørgsmålet om ære og skam.

### Den moderne form for Kendo
Den moderne form for Kendo baserer træningen på budo-systemet, shin-budo, har fokus på sportskonkurrencer med dertilhørende standardisering af teknikker til formålet. Den daglige træning er tilrettelagt med dette for øje, hvor shinai (bambussværdet) bliver det primære træningsredskab.
Allerede i begyndelsen af 1960'erne var der forudsigelser om, at den moderne form for Kendo kunne blive optaget som en olympisk disciplin, blandt andet fordi den moderne form for Kendo blev demonstreret ved de Olympiske Lege i år 1964. Imidlertid er den moderne form for Kendo ved International Kendo Federation (FIK) endnu ikke optaget som olympisk sportsdisciplin.
Den moderne form for Kendo har indgået forpligtelse over for World Anti-Doping Agency, idet der er indgået aftale om at overholde World Anti-Doping Code.

## Substans til feudale traditioner
Den klassiske form for Kendo og den moderne form for Kendo adskiller sig ikke kun i deres alder, men også i deres sociale struktur, træningsmetoder og formål. Den moderne form for Kendo har ingen substans til den feudale samurai, kun i 'spirit'. Dette begrundes med fravalget af traditioner, der har oprindelse i Tokugawa-perioden (1603-1868) og tilvalget af modernitet, der blev skabt i Japans moderne tidsperiode (efter 1868).
I den moderne form er mange traditioner gået tabt, fordi de internationale Kendoorganisationer har foretaget standardiseringer, modificeringer og nyskabelser af Kendo. Denne modernisering fik for alvor vind i sejlene i Meiji perioden (1868-1912). Eksempelvis blev teknikker og undervisningsmetoder modificeret og standardiseret af den officielle japanske organisation Dai Nippon Butoku Kai i forbindelse med indførelse af den moderne form for Kendo i det japanske uddannelsessystem.
Følgende punkter er eksempler på væsentlige forskelle mellem den klassiske og den moderne form for Kendo:

### Den klassiske form for Kendo
- Begrebet Kendō (剣道) blev skabt i år 1673 på baggrund af ændring af metodikken inden for Kenjutsu. Den klassiske Kendo har med andre ord sit udspring i samuraiens feudale tidsalder.[1][2]
- Den klassiske form for Kendo er baseret på budo-systemet, kobudo, der har sin oprindelse i Tokugawa-perioden (1603-1868).[65]
- Klassisk budo (Kobudo) er organiseret omkring autonome lokale og sociale grupper, der er bundet til lokale og regionale traditioner, hvor standardisering ikke eksisterede.[61]
- Kata inden for den klassiske form for Kendo har deres oprindelse i Tokugawa-perioden (1603-1868).[65]
- Uddannelsessystemet for den klassiske form for Kendo er baseret på et system, der eksisterede i Tokugawa-perioden, for eksempel menkyo systemet.[61][47]

### Den moderne form for Kendo
- I Japans moderne tidsperiode (efter år 1868) "skabte" den japanske organisation Dai Nippon Butoku Kai i år 1895 på ny begrebet Kendo (剣道), selvom dette begreb havde eksisteret siden år 1673, - blot med et andet indhold.[25][26]
- Den moderne form for Kendo blev formelt etableret efter år 1868 på baggrund af den nye budo-form, kaldet shin-budo.[26][66][67]
- Den moderne form for Kendo er organiseret i store organisationer, der er oprettet i Japans moderne tidsalder (efter 1868), hvor der er foretaget standardiseringer og nyskabelser inden for Kendo.[25]
- Kata inden for den moderne form for Kendo blev skabt i starten af det 20. århundrede, hvor kun elementer i disse kata kan sættes i forbindelse med kata fra den feduale samurai-tid (før 1868).[68]
- Uddannelsessystemet er baseret på kyu-dan systemet, der har oprindelse fra Japans moderne tidsperiode. Kyu-dan-systemet blev opfundet i år 1883.[49][47]

## Organisation
Majoritetsgruppen inden for Kendo er den moderne form for Kendo, der har tilknytning til nationale - og internationale Kendoorganisationer. Dette forhold står i kontrast til den klassiske form for Kendo, der typisk er uafhængig af nationale og internationale Kendoorganisationer. Historisk er klassiske Kendogrupper organiseret i små autonome sociale enheder med et lille medlemsantal. Ganske få nationale organisationer interesserer sig for at bibeholde den gamle struktur og integritet inden for den klassiske form for Kendo.
Der er adskillige internationale- og nationale organisationer, der varetager kendoaktiviteter uden for Japan.

### Den klassiske form for Kendo
Globalt interesserer ganske få organisationer sig for at bibeholde den gamle struktur og integritet inden for klassiske former for japanske kampdiscipliner.

#### Internationale organisationer
Der eksisterer ingen overordnede internationale organisationer, der varetager interesserne inden for den klassiske form for Kendo, derimod eksisterer der få nationale organisationer, der varetager interesserne inden for den klassiske form for Kendo.

#### Organisation i Danmark
Dansk Kendo Societet stiftet 2008 varetager den klassiske form for Kendo. Foruden Kendo organiseres disciplinerne Kenjutsu og Iaijutsu. Dansk Kendo Societet er uafhængig af internationale organisationer.

### Den moderne form for Kendo

#### Internationale organisationer
Der eksisterer en række internationale organisationer, der organiserer den moderne form for Kendo:
I år 1895 blev den første japanske kampsportsorganisation stiftet under navnet Dai Nippon Butoku Kai (DNBK).
I år 1952 blev International Martial Arts Federation (IMAF) stiftet, foruden Kendo organiserer denne organisation andre moderne discipliner, som Aikido, Iaidō, Judo, Jujutsu, Karate og Okinawan kobudo ('Okinawan kobudo' forskellige våbensystemer fra Okinawa).
I år 1970 blev International Kendo Federation (FIK) stiftet. FIK er medlem af SportAccord som 'Full Member'  og af World Anti-Doping Agency.
Desuden organiserer organisationerne All Japan Budo Federation og International Budokan Kendo Federation Kendo på internationalt niveau.

#### Organisation i Danmark
Dansk Kendo Forbund (DKF) stiftet 1987 varetager den moderne form for Kendo. Foruden Kendo organiseres disciplinen Iaido. DKF er medlem af Europæisk Kendo Forbund (EKF) og herigennem, Internationalt Kendo Forbund (FIK).